# عیون الاخبار
عیون الاخبار نوشته ابن قتیبه دینوری کتابی کهن در موضوع تاریخ و اخبار و ادب و موضوعات گوناگون دیگر است. چنان‌که از مقدمه کتاب برمی‌آید مؤلف آن را در دفاع از پاکیزگی و اصالت زبان عربی در مقابل موج فسادی که در اثر انتشار لهجه‌ها و نفوذ بیگانگان در فرهنگ عربی رخنه کرده‌است، نگاشته‌است؛ بنابراین مجموعه اطلاعات پراکنده و وسیعی که در این کتاب فراهم آمده‌است، باید دست افزار هر مرد عرب زبان فرهنگ یافته باشد.
کتاب حاوی ابیاتی است که هماهنگ با اخبار وارده در آن گنجانده شده‌است. این کتاب از شخصیت علمی و ادبی و ذوق فراوان مؤلف خبر می‌دهد چنان‌که مرجع ارزشمندی در موضوع اخبار و ادب به‌شمار می‌رود.

## توصیف کتاب بوسیله مؤلف
وی می‌گوید: 
این کتاب هر چند که در باب قرآن کریم و سنت و شرایع دین و علم حلال و حرام نیست، باز در امور مهم راهگشاست. به اخلاق نیک راه می‌نماید، از فرومایگی بازمی‌دارد بر تدبیر بایسته و سنجش شایسته و نرمی و ملایمت در سیاست و آباد سازی زمین برمی‌انگیزد. راه انسان به سوی خداوند، به یک راه منحصر نیست بلکه متعدد است. من این عیون الاخبار را از آن رو پرداختم که ادب ناآموخته را روشنگر شود، اهل علم را تذکار باشد… پادشاهان را پس از رنج و خستگی آرامش دهد… صواب ندیدم که این کتاب را وقف دنیاجوی کنم و آخرت طلب را بی‌بهره گذارم یا وقف خواص کنم و عامه را فرو نهم، یا آن را به پادشاهان اختصاص دهم و مردم کوی و بازار را فراموش کنم. از این رو برای هر گروه سهمی قرار دادم.

## ویژگی‌ها و معایب
از ویژگی عیون الاخبار تأکید ابن قتیبه بر دانشهای غیر دینی است. این تأکید از یک سو و از سوی دیگر انتشار دیررس آثار مذهبی او موجب گردید که خاورشناسان در او به چشم مردی آزاداندیش و به دور از قالبهای معین دینی که هر فرد مسلمان بر خود فرض می‌کند، بنگرند.
یکی از اشکالاتی که بر این کتاب وارد شده اینست که: درست است که وی تمام آثارش را به قصد بالا بردن سطح آگاهی خوانندگان تدارک دیده‌است، اما بی‌تردید کسانی که وی در پی تعلیم آن‌ها برآمده با فصول و عناوین بخش‌های گوناگون آثارش بی‌تناسب نمی‌توانند بود. از این رو کتاب السلطان جزء به کار سلاطین و امیران و درباریان نمی‌آید، یا کتاب الحرب جز به حال فرماندهان لشکر مفید نمی‌افتد.
مجموعه دانش‌هایی که ابن قتیبه در چارچوب ادب به معنای عام آن عرضه می‌کند، نیز خود جای بررسی و پژوهش دارد. چنان‌که وی با التزام شدید به روش کار اهل حدیث، سخت با هر چه بوی فلسفه دارد مخالفت می‌ورزد، اما در عیون ملاحظه می‌کنیم که او راه‌های وصول به خداوند را به علم حلال و حرام منحصر نمی‌داند.
ایراد سوم بحثهایی است که به صورت استطرادی و نیز اخباری که به شکل تکراری در کتاب فراهم آمده‌است.